# Neobooks
neobooks wurde 2010 als E-Book-Self-Publishing-Plattform von der Verlagsgruppe Droemer Knaur gegründet. Autoren wird die Möglichkeit geboten, Manuskripte der Community und Verlagen vorzustellen. Seit 2016 wird die Website gemeinsam mit der Schwesterplattform epubli von der Neopubli GmbH betrieben und ist damit Teil der Digitalsparte der Verlagsgruppe Georg von Holtzbrinck.

## Geschichte
Im Oktober 2010 wurde neobooks zunächst als reine Akquise-Plattform von der Verlagsgruppe Droemer Knaur gegründet, auf der Autoren ihre Manuskripte mit anderen Nutzern teilen und von ihnen bewerten lassen können. Dromer Knaur akquiriert Manuskripte auf Basis der Empfehlungen und Urteile aus der Community. Neben der Verlagsgruppe Droemer Knaur nutzen weitere zur Holtzbrinck-Gruppe gehörende Unternehmen die Plattform zur Autorenakquise, etwa der Rowohlt Verlag und der S. Fischer Verlag mit seinem Fantasy- & SciFi-Label Tor. 
Seit 2012 tritt neobooks daneben als Self-Publishing-Plattform für E-Books auf und vertreibt sie im deutschen und europäischen Onlinehandel. Zum Vertriebsnetzwerk gehört auch die Online-Bibliothek Skoobe. 2016 hat Holtzbrinck die Selfpublishing-Angebote epubli und neobooks unter dem Namen „Neopubli“ zusammengeführt, so dass neobooks-Autoren im Verbund mit epubli neben E-Books auch Druckausgaben ihrer Bücher im Print-on-Demand-Verfahren erstellen lassen können.
Neobooks vergibt in Kooperation mit der Leipziger Buchmesse den Indie-Autor-Preis, der seit 2016 Selbstpublikationen aus alljährlich wechselnden Genres würdigt.

## Auszeichnungen
- April 2011: BuchMarkt-Award in Silber als Newcomer des Jahres 2010[8]
- November 2011: AKEP Award für die beste verlegerische Leistung im Bereich Elektronisches Publizieren